# Mera (Vrancea)
Mera es una comuna ubicada en el distrito de Vrancea, Rumania.

## Superficie
Posee una superficie de 95,05 kilómetros cuadrados.

## Demografía
Hasta 2021 la población era de 3671 habitantes, con una densidad de población de 38,62 habitantes por kilómetro cuadrado.